# 罗克福尔莱卡斯卡德
罗克福尔-莱卡斯卡德（法語：Roquefort-les-Cascades，法語發音：[ʁɔkfɔʁ le kaskad]）是法国阿列日省的一个市镇，位于该省东部，属于富瓦区。

## 地理
罗克福尔-莱卡斯卡德（42°57'40"N, 1°45'23"E）面积7.08 平方千米，位于法国奧克西塔尼大區阿列日省，该省份为法国西南部内陆省份，西部和北部与上加龙省接壤，东临奥德省，东南至东比利牛斯省接壤，南与安道尔和西班牙接壤。
与罗克福尔-莱卡斯卡德接壤的市镇（或旧市镇、城区）包括：卡尔拉德罗克福尔、莱尔姆、伊亚、莱谢尔、罗克菲克萨德、旺特纳克。
罗克福尔-莱卡斯卡德的时区为UTC+01:00、UTC+02:00（夏令时）。

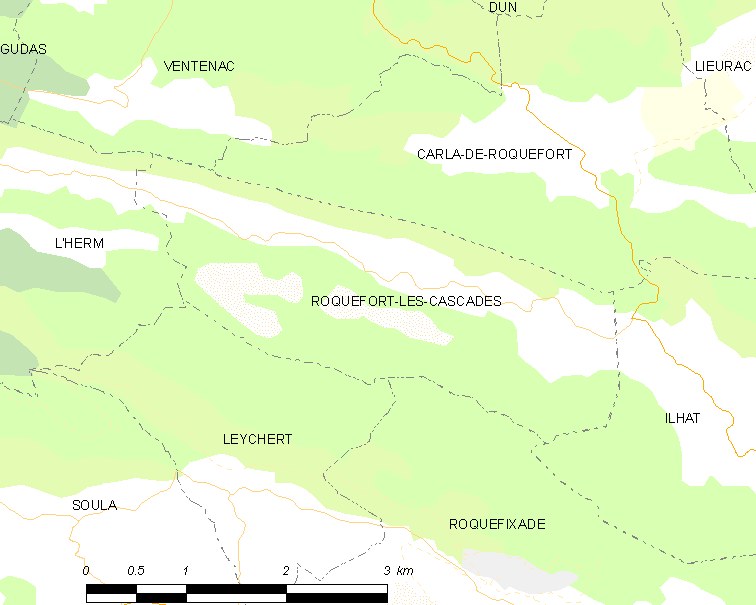
罗克福尔-莱卡斯卡德的OSM定位图

## 行政
罗克福尔-莱卡斯卡德的邮政编码为09300，INSEE市镇编码为09250。

## 政治
罗克福尔-莱卡斯卡德所属的省级选区为奥尔姆地区县。

## 人口

1962-2008年间罗克福尔-莱卡斯卡德人口变化图示

罗克福尔-莱卡斯卡德于2022年1月1日时的人口数量为83人。